# João de Áustria
João de Áustria (Ratisbona, 24 de fevereiro de 1547 – Bouge, 1 de outubro de 1578) foi um líder militar que esteve a serviço de seu meio-irmão, Filipe II de Espanha. Seu maior feito foi a vitória na Batalha de Lepanto em 1571 contra o Império Otomano. Era conhecido em castelhano como Juan de Áustria e em alemão como Johann von Österreich.
João era filho bastardo do imperador Carlos V. Foi governador e capitão-geral das forças espanholas na Flandres, por dois anos. Morto de peste ou tifo, seu corpo foi levado à Espanha, e repousa no Panteão de Infantes do Palácio do Escorial.

## Biografia
Nascido em Ratisbona resultado de uma ligação amorosa entre Carlos V de Habsburgo e uma jovem burguesa de dezenove anos de nome Barbara Blomberg. Foi reconhecido em criança como filho ilegítimo do imperador e levado para Espanha. Ali foi educado anonimamente, embora sob protecção real, como Jerónimo ou Jeromín. Nascido durante a viuvez do pai, este o reconheceu em seu testamento como Dom João de Áustria.
Criado pela mãe Bárbara (1528-1598) que usava como sobrenome Plumberger, Blomberg ou Blomberch.
O Imperador presidiu a 10 de abril de 1546 a Dieta em Ratisbona, na Alemanha, e conheceu a jovem. A família casou-a precipitadamente com um elemento da corte de D. Maria da Hungria, Jerônimo Píramo Kegell. O menino viveu  até seus três anos com o casal Kegell; os quais tiveram um filho (morto aos doze anos) e um caçula, Conrado.[carece de fontes?]
Quando o imperador decidiu trazê-lo para a Espanha, aos nove anos, entregou-o a don Luis Menéndez de Quijada, seu fiel mordomo  e a sua esposa doña Magdalena de Ulloa. Foi assim educado na ignorância de sua origem no seu castelo de Villagarcía de Campos, perto de Valladolid[carece de fontes?]. Carlos V quis conhecê-lo, chamando-o a Yuste; quando morreu o imperador (21 de setembro de 1558), o filho tinha 11 anos.
Bárbara enviuvou e, mais tarde, obteve de Filipe II uma pensão, viveu em Antuérpia, Gante e no Luxemburgo [carece de fontes?]. Teve uma entrevista decisiva com o filho em 1576 e resolveu ir viver em Espanha. Estava destinada ao convento de Santa Maria la Real, nos arredores de Valladolid, mas D. Magdalena de Ulloa a aposentou no palácio do marquês de la Mota; transferiu-se, depois de morto o filho, cerca de 1580, para a vila de Colindres.[carece de fontes?]

### Reconhecimento
Em obediência ao testamento de seu pai, foi reconhecido por Filipe II, que dele tomara conhecimento em 1556. Encontraram-se pela primeira vez a 28 de setembro de 1559. O reconhecimento formal deu-se mais tarde, quando o filho de Filipe II, D. Carlos foi nomeado herdeiro - em novembro 1560. Filipe o reconheceu como meio-irmão, dando-lhe o estatuto de Infante e outorgando-lhe o título de D. João de Áustria e os rendimentos correspondentes.
Tinha um impetuoso caráter que se combinava a atrativo físico.[carece de fontes?]
De 1559 a 1565 estudou na Universidade de Alcalá de Henares. Filipe II permitui-lhe iniciar a carreira militar. Tinha amizade com os sobrinhos Alexandre Farnésio e o infante Carlos de Espanha, Príncipe das Astúrias.

### O militar
Em 1565 abandonou a corte sem permissão do rei e se uniu às galeras reais em Barcelona para ir salvar Malta dos turcos otomanos. Em 1568 foi nomeado Capitão Geral do Mar Mediterrâneo e do Mar Adriático. Distinguiu-se  nas operações contra os piratas da Barbária.

Foi-lhe confiado o comando das tropas enviadas para esmagar a rebelião das Alpujarras (o levantamento dos mouriscos do reino cristão de Granada). De abril de 1569 a novembro de 1570 ocupou-se disso em Granada.
Em 1571, Filipe II de Castela nomeou-o comandante da grande armada que a Liga Santa preparava para enviar contra as forças otomanas no Mediterrâneo. A Liga Santa era uma coligação organizada pelo papa Pio V para livrar Chipre, que os otomanos acabavam de conquistar. Entre as grandes potências, apenas a Espanha compareceu ao lado da República de Veneza, soberana do Chipre.
D. João conseguiu unir as forças da diversificada coligação, infligindo ao Império Otomano do sultão Selim II a derrota histórica da Batalha de Lepanto ou Naupacto, a 7 de outubro.
No encontro, no golfo de Lepanto, perto da cidade grega de Corinto, combateram 214 galeras espanholas e venezianas contra 300 navios turcos. Cem mil homens comporiam cada um dos exércitos. A vitória da Espanha foi completa com o aprisionamento de numerosos barcos inimigos, o almirante turco Müezzinzade Ali Paxá foi feito prisioneiro e decapitado, 15 mil cativos cristãos foram libertados. Tendo demonstrado em Lepanto seu talento militar, D. João ainda tomou Túnis, que a Espanha foi incapaz de conservar.
Filipe II de Espanha em 1576 o nomeou Governador dos Países Baixos espanhóis. D. João só aceitou a nomeação depois de estabelecido o entendimento de que seria autorizado a casar com Maria I da Escócia, então cativa em Inglaterra.[carece de fontes?] O casamento deveria ser precedido pela invasão da Inglaterra.

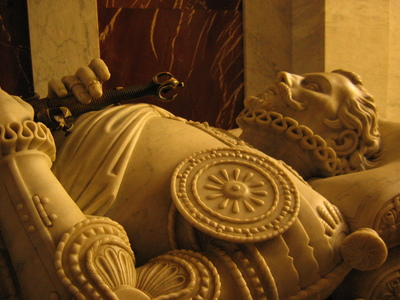
O cenotáfio de D. Juan de Áustria em San Lorenzo de El Escorial

Ficou famoso seu papel na repressão da revolta nos Países Baixos, seu envolvimento nas quezílias da política flamenga, provocando a deterioração da sua relação com Filipe II de Espanha. Morreu com 33 anos de tifo ou de peste em Bouges, próximo de Namur (na atual Bélgica) a 1 de Outubro de 1578. Foi-lhe erigido um cenotáfio em San Lorenzo de El Escorial.
A ilha de Chipre permaneceria sob domínio otomano ainda dois séculos. Lepanto, porém, ficou famosa por ter libertado os europeus do medo ancestral ao otomano, marcando o início do declínio do império Otomano. Lepanto permitiria a Filipe II liderar a contra-Reforma católica.

### Amores
No inverno de 1566, antes de ser nomeado General dos Mares, Dom João teve amores na corte com D. María de Mendoza, da opulenta e ilustre família dos Duques do Infantado, da qual nasceria uma filha, D. Ana de Áustria (1567—1629).[carece de fontes?]
Teve amores na Itália com Diana de Falangola, de quem nasceu uma filha, D. Joana de Áustria. De outra italiana, Zenobia Saratosia, nasceu outro filho. Sua relação mais escandalosa foi com D. Ana de Toledo, de ilustre família espanhola em Nápoles e esposa do alcaide napolitano.[carece de fontes?]